# Seznam prefektů Dikasteria pro klérus

## Prefekti Kongregace Koncilu (1564-1967)
- Karel Boromejský (1564–1565)
- Francesco Alciati (1565–1580)
- Filippo Boncompagni (1580–1586)
- Antonio Carafa (1586–1591)
- Girolamo Mattei (1591–1603)
- Paolo Emilio Zacchia (1604–1605)
- Francesco Maria Bourbon del Monte (1606–1616)
- Orazio Lancellotti (1616–1620)
- Roberto Ubaldini (1621–1623)
- Cosmo de Torres (1623–1626)
- Bonifacio Bevilacqua (1626–1627)
- Fabrizio Verospi (1627–1639)
- Giovanni Battista Pamphilj (1639–1644)
- Francesco Cennini (1644–1645)
- Pier Luigi Carafa (1645–1655)
- Francesco Paolucci (1657–1661)
- Giulio Cesare Sacchetti (1661–1663)
- Angelo Celsi (1664–1671)
- Paluzzo Altieri (1671–1672)
- Vincenzo Maria Orsini (1673–1675)
- Federico Baldeschi Colonna (1675–1691)
- Galeazzo Marescotti (1692–1695)
- Giuseppe Sacripanti (1696–1700)
- Bandino Panciatici (1700–1718)
- Pietro Marcellino Corradini (1718–1721)
- Curzio Origo (1721–1737)
- Antonio Saverio Gentili (1737–1753)
- Mario Millini (1753–1756)
- Giovanni Giacomo Millo (1756–1757)
- Clemente Argenvilliers (1757–1758)
- Ferdinando Maria de Rossi (1759–1775)
- Carlo Vittorio Amedeo delle Lanze (1775–1784)
- Guglielmo Pallotta (1785–1795)
- Tommaso Antici (1795–1798)
- Filippo Carandini (1800–1810)
- Giulio Gabrielli ml. (1814–1820)
- Emmanuele De Gregorio (1820–1834)
- Vincenzo Macchi (1834–1840)
- Paolo Polidori (1841–1847)
- Pietro Ostini (1847–1849)
- Angelo Mai (1851–1853)
- Antonio Maria Cagiano de Azevedo (1853–1860)
- Prospero Caterini (1860–1881)
- Lorenzo Nina (1881–1885)
- Luigi Serafini (1885–1893)
- Angelo Di Pietro (1893–1895)
- Vincenzo Vannutelli (1902–1908)
- Casimiro Gennari (1908–1914)
- Francesco di Paola Cassetta (1914–1919)
- Donato Raffaele Sbarretti Tazza (1919–1930)
- Giulio Serafini (1930–1938)
- Luigi Maglione (1938–1939)
- Francesco Marmaggi (1939–1949)
- Giuseppe Bruno (1949–1954)
- Pietro Ciriaci (1954–1966)

## Prefekti Kongregace pro klérus
- Jean-Marie Villot (1967–1969)
- John Joseph Wright (1969–1979)
- Silvio Oddi (1979–1986)
- Antonio Innocenti (1986–1991)
- José Sánchez (1991–1996)
- Darío Castrillón Hoyos (1996–2006)
- Cláudio Hummes OFM (2006–2010)
- Mauro Piacenza (2010–2013)
- Beniamino Stella (2013–2021)
- Lazar Jou Heung-sik (od 2021)